# Молокаи. История отца Дэмиена
«Молокаи. История отца Дэмиена» (англ. Molokai: The Story of Father Damien) — биографический фильм 1999 года австралийского кинорежиссёра Пола Кокса, повествующий о жизни католического святого Дамиана де Вёстера, который был миссионером на Гавайских островах и работал с прокажёнными. Главную роль исполнил актёр Дэвид Уэнем.
Уэнем впоследствии восторженно отзывался о Коксе и работе с ним.

## В ролях
- Дэвид Уэнем — отец Дэмиен / Дэмиен де Вёстер
- Кейт Себерано — гавайская принцесса Лилиуокалани
- Ян Деклер — епископ Герман Кокеманн
- Элис Криге — Марианна Коуп
- Крис Кристофферсон — Рудольф Вильгельм Майер
- Сэм Нилл — американский министр Уолтер Мюррей Гибсон
- Дерек Джекоби — священник Леонор Фуэнель
- Лео Маккерн — епископ Луи Дезире Мегрэ (последнее работа актёра в кино, указанная в титрах)
- Крис Хэйвуд — Клейтон Строун
- Питер О’Тул — Уильям Уильямсон
- Том Уилкинсон — брат Джозеф Даттон
- Аден Янг — доктор Калевис

## История создания
Съёмки проходили в Гонолулу, Гавайи.